# Старый Бор (Удмуртия)
Ста́рый Бор — деревня в Завьяловском районе Удмуртии, входит в Совхозное сельское поселение. Находится в 17 км к югу от центра Ижевска.
На проходящей через деревню железнодорожной линии Агрыз — Ижевск располагается разъезд Лудзя, где останавливаются пригородные поезда, следующие из Ижевска до станций Нижнекамск, Сайгатка (Чайковский), Кизнер, Вятские Поляны, Янаул, Казань-Пассажирская, Красноуфимск и обратно.

## Население
| 2010 | 2012 |
| ---- | ---- |
| 90   | ↗113 |